# Eois nigrosticta
Eois nigrosticta là một loài bướm đêm trong họ Geometridae.